# 51 (film)
Pour les articles homonymes, voir 51 (nombre).
Pour plus de détails, voir Fiche technique et Distribution.
51 est un film américain réalisé par Jason Connery, sorti en 2011.

## Synopsis
Sous la pression de l'opinion publique américaine, le gouvernement autorise quatre journalistes à visiter la fameuse zone 51 dans le désert du Nevada. Le but de l'opération étant de les faire repartir en ayant constaté qu'il n'y a aucun alien à l'intérieur. Mais les choses ne se passent jamais comme on croit qu'elles vont se passer...

## Fiche technique
- Titre : 51
- Réalisation : Jason Connery
- Scénario : Kenny Yakkel et Lucy Mukerjee
- Musique : Ian Honeyman
- Photographie : Yaron Levy
- Montage : Andrew Bentler
- Production : Yoram Barzilai, Moshe Diamant (en) et Courtney Solomon
- Société de production : After Dark Films et Signature Entertainment
- Société de distribution : Syfy (États-Unis, télévision)[1],[2]
- Pays :  États-Unis
- Genre : Horreur et science-fiction
- Durée : 90 minutes
- Dates de sortie : 
  -  États-Unis : 26 février 2011 (télévision)
  -  Russie : 28 juillet 2011

## Distribution
- Vanessa Branch : Claire Felon
- Bruce Boxleitner : le colonel Martin
- Rachel Miner : le sergent Hanna
- Jason London : Aaron « Shoes » Schumacher
- Luke Sexton : le lieutenant Walters
- John Shea : Sam Whitaker
- Tammi Arender : Sharon Solomon
- Jillian Batherson : Gomez
- Lena Clark : Mindy
- Ivan Djurovic : Lady Death
- J. D. Evermore : Smith
- Damon Lipari : Kevin
- Andrew Sensenig : Dr. Keane
- Billy Slaughter (en) : Dr. Haven
- Rob Steinberg : J Rod (voix)
- Julius Gregory : le lieutenant Kamecki